# Saalmuellerana media
Saalmuellerana media är en fjärilsart som beskrevs av Walker 1857. Saalmuellerana media ingår i släktet Saalmuellerana och familjen nattflyn. Inga underarter finns listade.